# Schefflera roxburghii
Schefflera roxburghii är en araliaväxtart som beskrevs av James Sykes Gamble. Schefflera roxburghii ingår i släktet Schefflera och familjen araliaväxter. IUCN kategoriserar arten globalt som livskraftig. Inga underarter finns listade.

## Bildgalleri

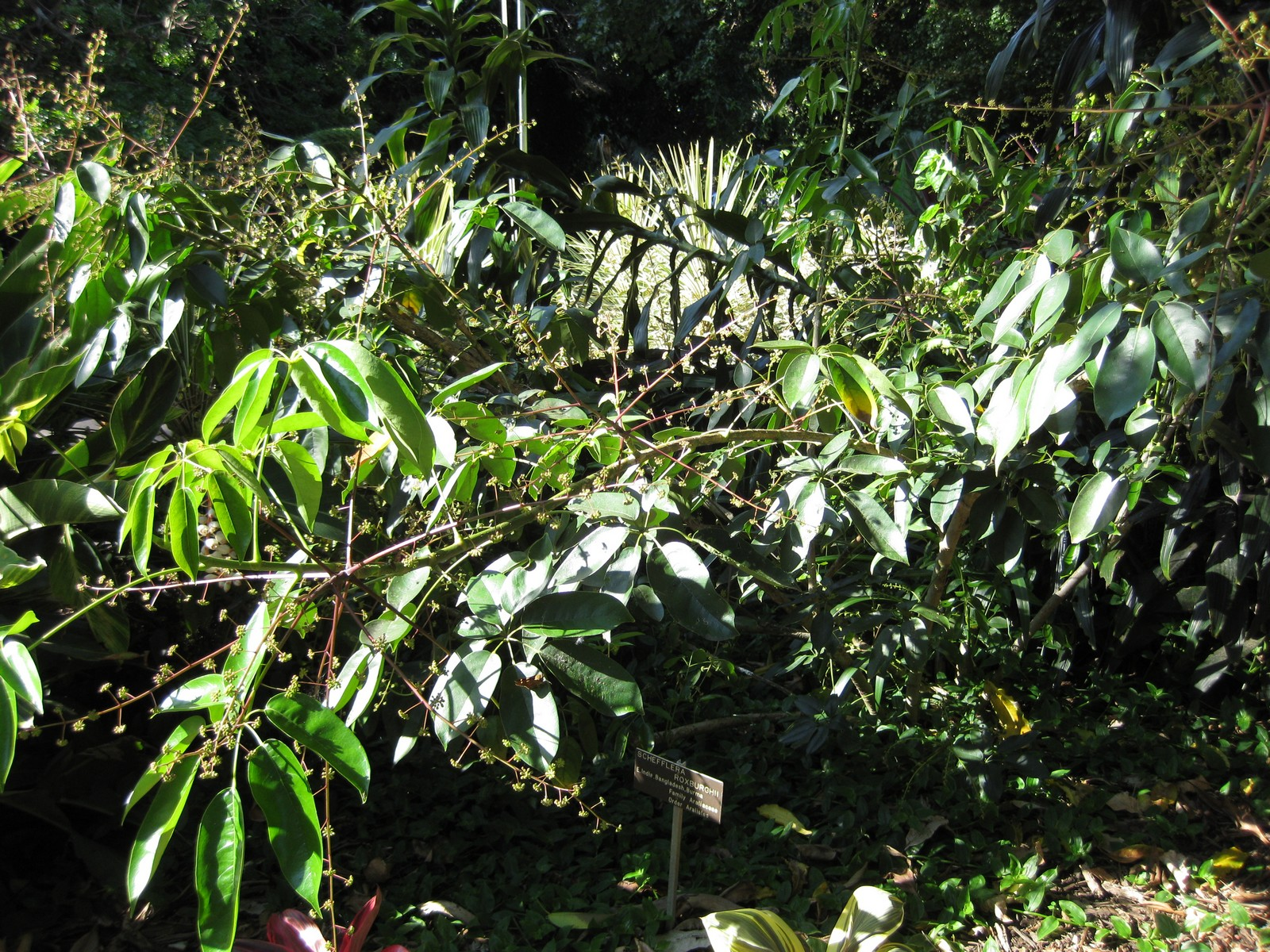
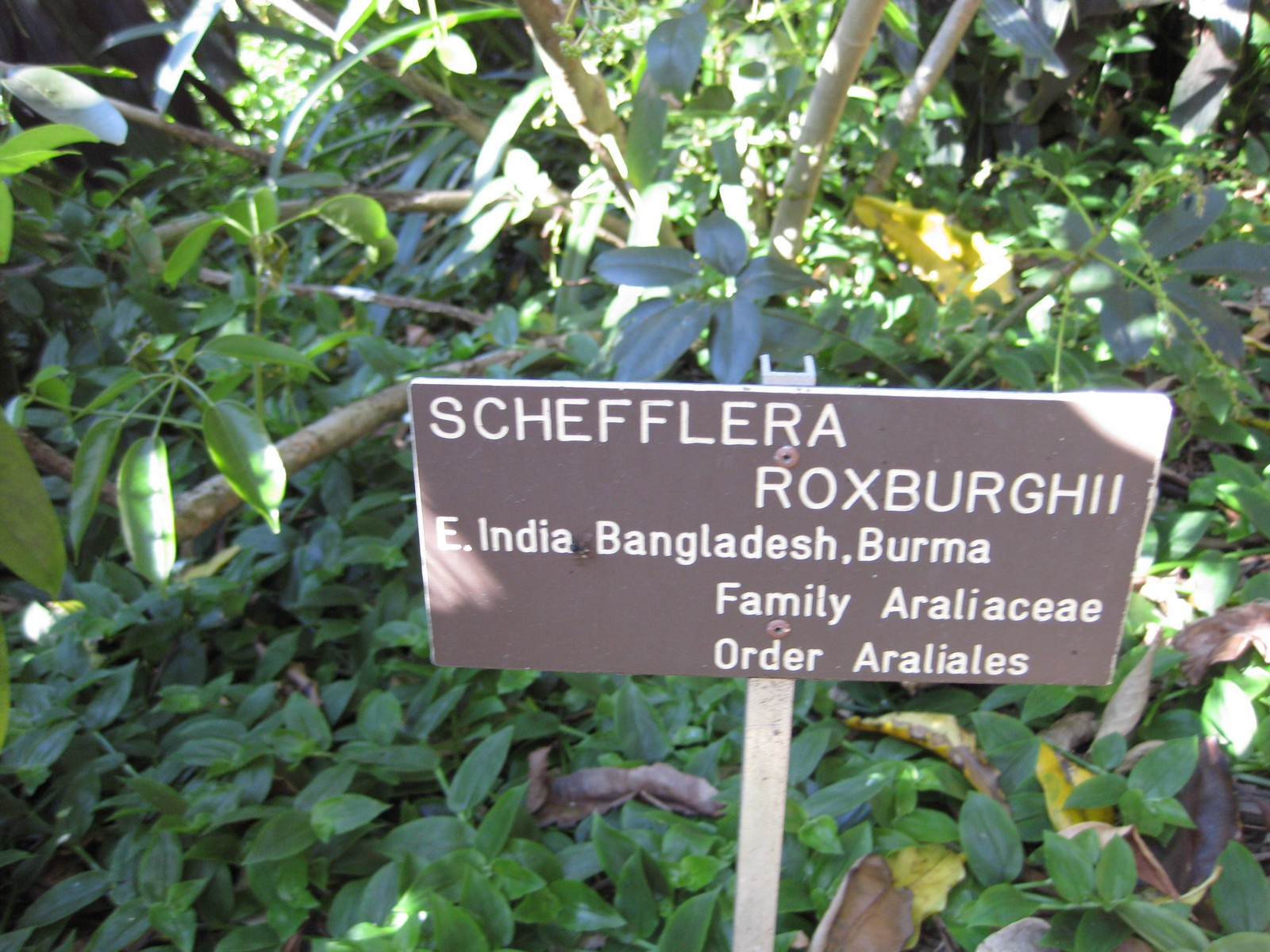
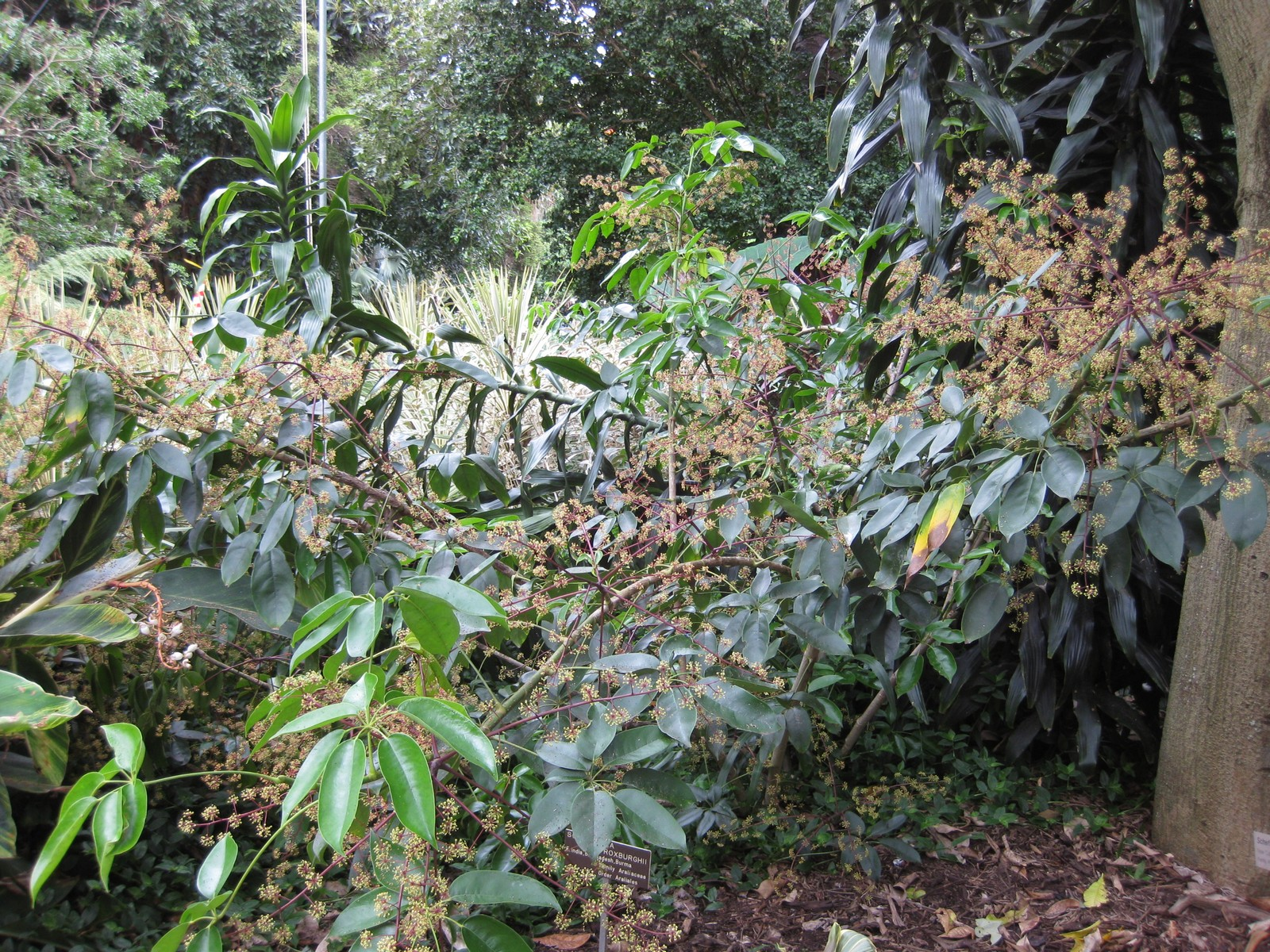
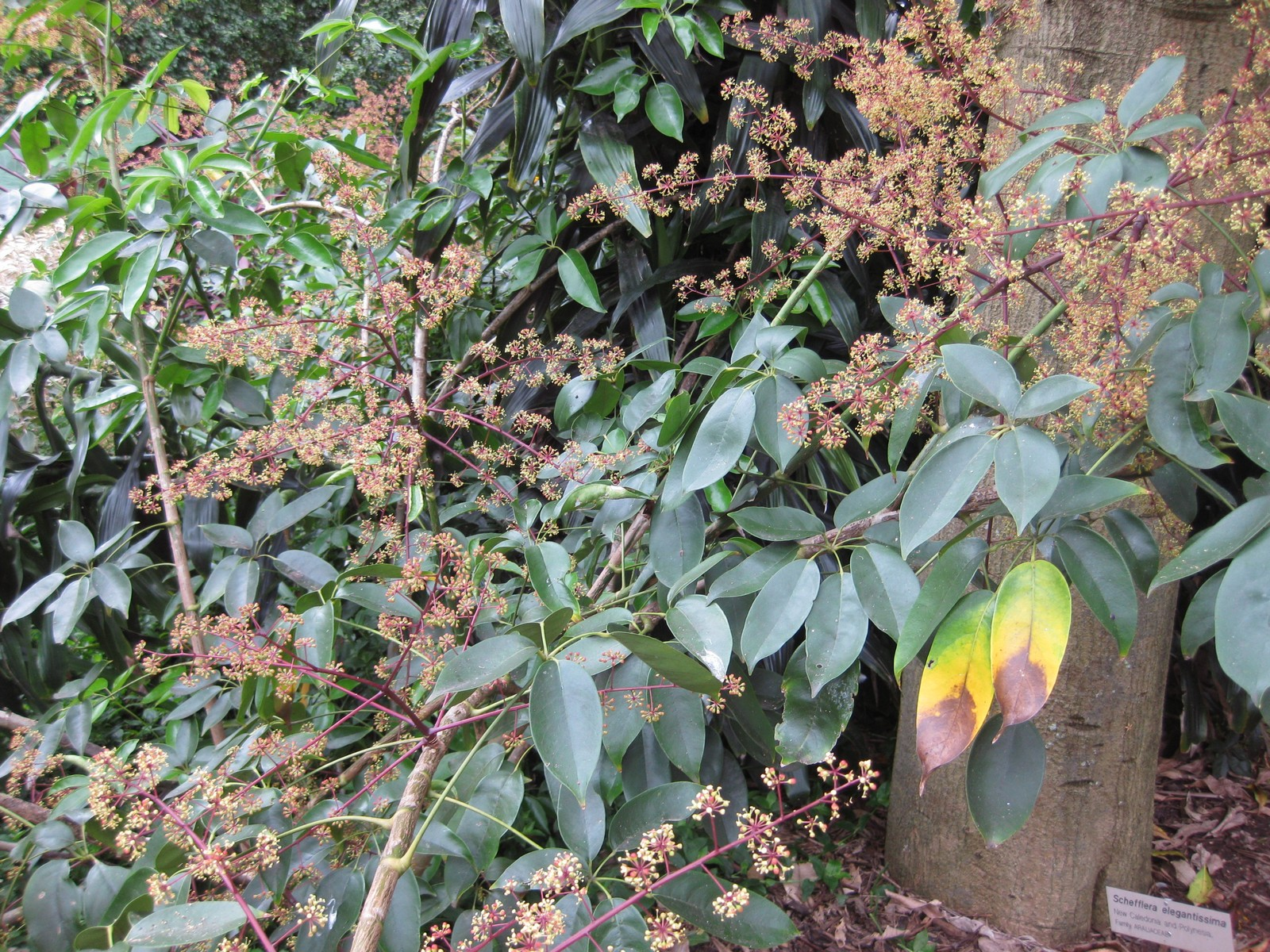
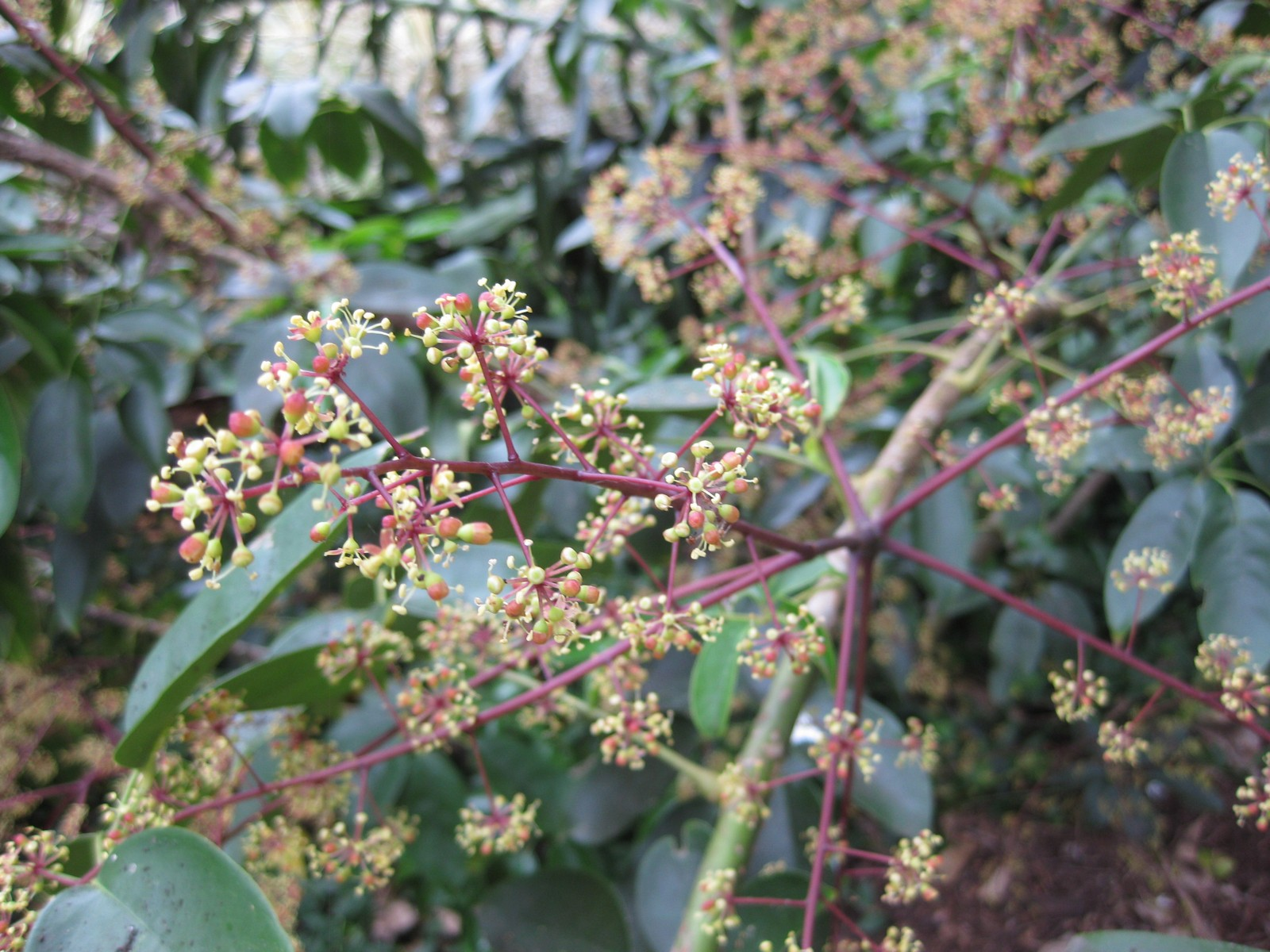
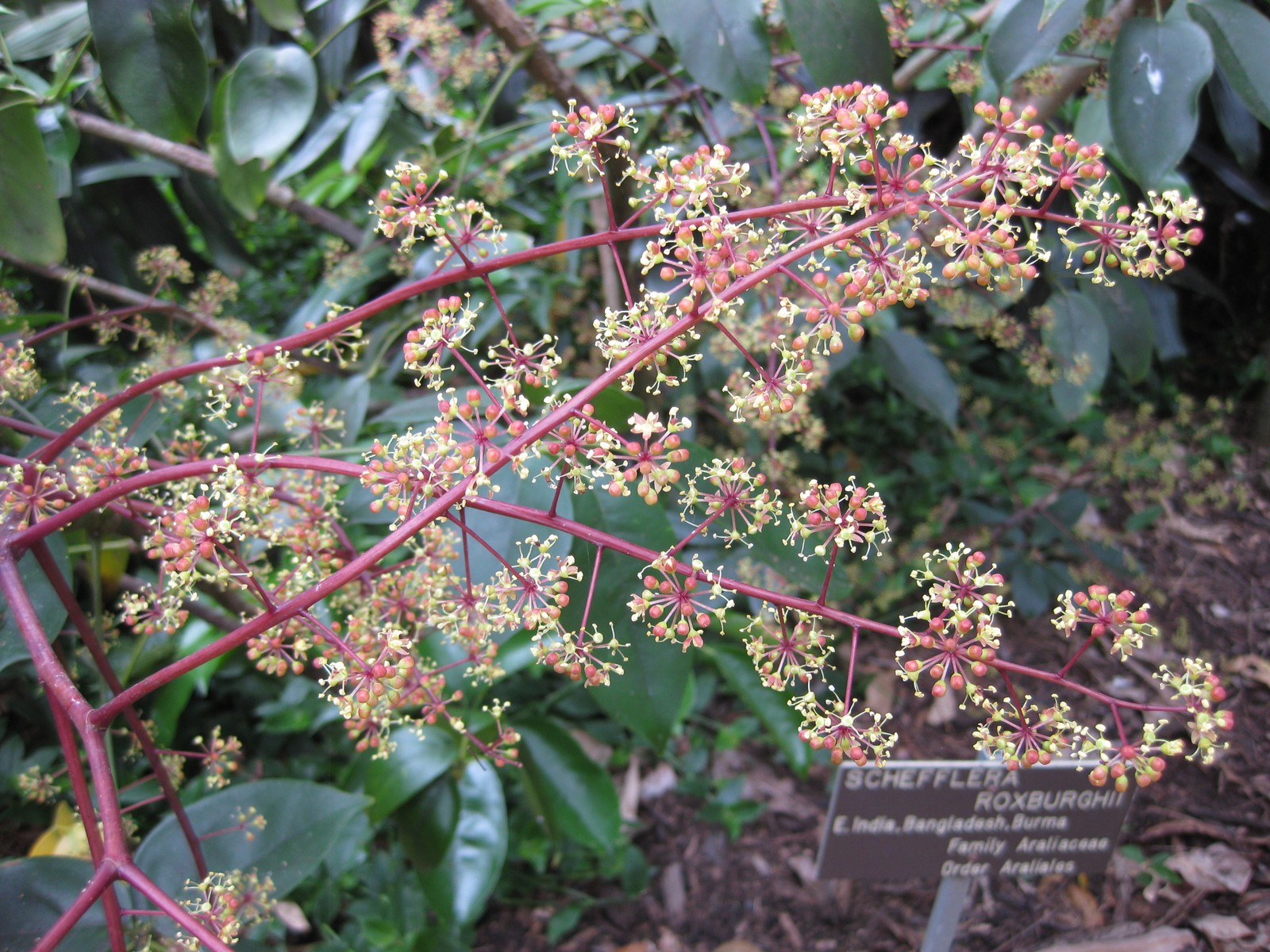